# Aenictus spathifer
Aenictus spathifer är en myrart som beskrevs av Santschi 1928. Aenictus spathifer ingår i släktet Aenictus och familjen myror. Inga underarter finns listade i Catalogue of Life.